# Лазарев Микола Васильович
Мико́ла Васи́льович Ла́зарев (1895—1974) — радянський російський токсиколог.
Навчався в Петербурзькому Першому реальному училищі, звідки був виключений. Під час Першої світової війни був санітаром Червоного хреста. Під час бойових дій Російської революції служив у Першій кінній армії, де одружився з Анною Парфентіївною Матвеєвою. 1921 року вступив до Катеринославського університету. У 1922 році відвідав київську лабораторію Олексія Кронтовського, завдяки чому перевівся до Київського медичного інституту. Закінчив інститут 1925 року, до 1927 року працював у Київському рентгенівському інституті. Восени 1928 року разом з дружиною переїхали до Ленінграду, де він почав працювати в лабораторії заводу Червоний Трикутник
У 1929 році очолив лабораторію токсикології Інституту гігієни праці та техніки безпеки. У 1932 році став паралельно завідувати лабораторією промислової токсикології Інституту професійних захворювань. Після об'єднання інститутів у Науково-дослідний інститут гігігєни праці та профзахворювань, Лазарев очолив об'єдану лабораторію токсикології. 1938 року очолив відділ фармакології Науково-дослідного хіміко-фармацевтичного інституту. З 1941 року почав завідувати кафедрою фармакології новоствореної Військово-морської медичної академії, а з 1956 року перейшов завідувати такою ж кафедрою у Військово-медичній академії ім. С. М. Кірова. В останні роки життя з 1959 до 1974 року завідував лабораторією експериментальної онкології Інституту онкології АМН СРСР.
Автор концепції адаптогенів.
Серед його учнів та співробітників були Іда Данилівна Гадаскіна, Єлизавета Іванівна Любліна, Есфір Натанівна Левіна, Жанна Ісааківна Абрамова, Олександр Абрамович Голубєв, Георгій Овксентійович Михайлець, Галина Іванівна Фелістович, Михайло Лазарович Гершанович.